# 梶田将司
梶田 将司（かじた しょうじ、1967年4月 - ）は、日本の情報工学者。京都大学情報環境機構教授。

## 人物
岡山県岡山市生まれ。岡山市立津島小学校、高松市立紫雲中学校を経て、1986年香川県立高松高等学校卒業。1990年名古屋大学工学部情報工学科卒業。1992年名古屋大学大学院工学研究科情報工学専攻博士課程前期課程修了、修士（工学）。1995年名古屋大学大学院工学研究科情報工学専攻博士課程後期課程単位取得満期退学、名古屋大学工学部助手。1998年博士（工学）、名古屋大学情報メディア教育センター助手。2002年名古屋大学情報連携基盤センター助教授、メディア教育開発センター客員助教授。2003年株式会社エミットジャパン代表取締役。2009年名古屋大学情報連携統括本部情報戦略室准教授。2011年京都大学情報環境機構IT企画室教授。2015年京都大学情報環境機構教育支援部門長。2018年京都大学学際融合教育研究推進センター アカデミックデータ・イノベーションユニット長。2019年文部科学省科学技術・学術審議会情報委員会専門委員。2020年大学ICT推進協議会大学DXタスクフォース主査。

## 受賞
- 1996年 電気関係学会東海支部連合大会奨励賞[3]
- 1998年 日本音響学会粟屋潔学術奨励賞[3]
- 2001年 電子情報通信学会論文賞[3]
- 2010年 IBM Shared University Research Award[3]
- 2015年 日本学術振興会特別研究員等審査会専門委員（書面担当）及び国際事業委員会書面審査員表彰[3]
- 2018年 日本学術振興会特別研究員等審査会専門委員（書面担当）及び国際事業委員会書面審査員表彰[3]